# Typhochrestus alticola
Typhochrestus alticola là một loài nhện trong họ Linyphiidae. Chúng được J. Denis miêu tả năm 1953.